# لائورا ایدالگو
لائورا ایدالگو (اسپانیایی: Laura Hidalgo‎؛ ‏ ۱ مهٔ ۱۹۲۷ – ۱۸ نوامبر ۲۰۰۵) بازیگر رومانیایی‌الاصل اهل آرژانتین بود.
وی در رومانی زاده شد و در سن ۴ سالگی به‌همراه والدینش به آرژانتین مهاجرت کرد و در آنجا رشد و نمو یافت. او در ۱۶ فیلم در کشورهای مکزیک، اسپانیا و آرژانتین بازی کرد. او را به سبب شباهت چهره، با هیدی لامار مقایسه می‌کردند.
از فیلم‌هایی که وی در آن‌ها نقش داشته‌است، می‌توان به سه همسر بی‌نقص اشاره نمود.